# Зрителен контакт
Зрителен контакт се осъществява, когато двама души гледат едновременно в очите си. Очният контакт е начин за невербална комуникация, който оказва огромно влияние при човешкото общуване. Счита се за неизменна част от пълноценното общуване, изразяването на увереност и флиртуването. Смисълът и целта на зрителния контакт имат различни значения сред световните култури, религии и общества.
Трудностите при осъществяването на зрителен контакт обикновено се свързват със заболявания като аутизъм, социална тревожност и други.